# Robert Sánchez
Robert Lynch Sánchez (Cartagena, 18 november 1997) is een Spaans voetballer die speelt als doelman. In augustus 2023 verruilde hij Brighton & Hove Albion voor Chelsea. Sánchez maakte in 2021 zijn debuut in het Spaans voetbalelftal.

## Clubcarrière
Sánchez speelde in de jeugd van Cartagena en Levante, voor hij in 2013 overgenomen werd door Brighton & Hove Albion. Deze club verhuurde ham in de zomer van 2018 aan Forest Green Rovers. Na een halfjaar werd hij teruggeroepen door Brighton, omdat doelman Mathew Ryan was opgeroepen voor het Australisch voetbalelftal. De daaropvolgende zomer werd Sánchez voor de tweede maal verhuurd, nu aan Rochdale.
Na zijn terugkeer werd hij opgenomen in het eerste elftal van Brighton en hij maakte zijn debuut in de Premier League op 1 november 2020. Op die dag werd gespeeld op bezoek bij Tottenham Hotspur. Die ploeg kwam op voorsprong door een benutte strafschop van Harry Kane. Tariq Lamptey maakte negen minuten na rust gelijk, maar uiteindelijk zorgde een doelpunt van Gareth Bale voor de winst van Tottenham: 2–1. Van coach Graham Potter mocht de Spanjaard de gehele wedstrijd onder de lat staan. Sánchez tekende in februari 2021 een nieuw contract bij Brighton, tot en met het seizoen 2024/25.
In de zomer van 2023 verkaste Sánchez voor een bedrag van circa drieëntwintig miljoen euro naar Chelsea, waar hij zijn handtekening zette onder een verbintenis voor de duur van zeven seizoenen. Daar speelde hij in zijn eerste jaargang eenentwintig wedstrijden, maar miste hij ook de helft van het seizoen door een knieblessure. Tijdens het seizoen 2024/25 miste Sánchez slechts zes competitiewedstrijden.

## Clubstatistieken
| Seizoen | Club                   | Competitie     | Competitie | Competitie | Beker | Beker | Internationaal | Internationaal | Totaal | Totaal |
| Seizoen | Club                   | Competitie     | Wed.       | Dlp.       | Wed.  | Dlp.  | Wed.           | Dlp.           | Wed.   | Dlp.   |
| ------- | ---------------------- | -------------- | ---------- | ---------- | ----- | ----- | -------------- | -------------- | ------ | ------ |
| 2017/18 | Brighton & Hove Albion | Premier League | 0          | 0          | 0     | 0     | —              | —              | 0      | 0      |
| 2018/19 | → Forest Green Rovers  | League Two     | 17         | 0          | 0     | 0     | —              | —              | 17     | 0      |
| 2018/19 | Brighton & Hove Albion | Premier League | 0          | 0          | 0     | 0     | —              | —              | 0      | 0      |
| 2019/20 | → Rochdale             | League One     | 26         | 0          | 9     | 0     | —              | —              | 35     | 0      |
| 2020/21 | Brighton & Hove Albion | Premier League | 27         | 0          | 0     | 0     | —              | —              | 27     | 0      |
| 2021/22 | Brighton & Hove Albion | Premier League | 37         | 0          | 1     | 0     | —              | —              | 38     | 0      |
| 2022/23 | Brighton & Hove Albion | Premier League | 23         | 0          | 2     | 0     | —              | —              | 25     | 0      |
| 2023/24 | Chelsea                | Premier League | 16         | 0          | 5     | 0     | —              | —              | 21     | 0      |
| 2024/25 | Chelsea                | Premier League | 32         | 0          | 1     | 0     | 1              | 0              | 34     | 0      |
| Totaal  | Totaal                 | Totaal         | 178        | 0          | 18    | 0     | 1              | 0              | 197    | 0      |

Bijgewerkt op 12 juni 2025.

## Interlandcarrière
In maart 2021 werd Sánchez door bondscoach Luis Enrique van het Spaans voetbalelftal opgeroepen voor de kwalificatiewedstrijden voor het WK 2022 tegen Griekenland, Georgië en Kosovo. Tijdens deze drie interlands bleef hij op de reservebank zitten. In mei 2021 werd Sánchez door Enrique opgenomen in de Spaanse selectie voor het uitgestelde EK 2020. Tijdens het toernooi werd Spanje in de halve finales uitgeschakeld door latere winnaar Italië (1–1, 4–2 na strafschoppen). In de groepsfase werd gelijkgespeeld tegen Zweden (0–0) en Polen (1–1) en gewonnen van Slowakije (0–5). Daarna werd in de achtste finales gewonnen van Kroatië (3–5 na verlengingen) en in de kwartfinale van Zwitserland (1–1, 1–3 na strafschoppen). Sánchez bleef tijdens alle wedstrijden op de bank zitten. Zijn toenmalige teamgenoten Leandro Trossard (België), Joël Veltman (Nederland), Ben White (Engeland) en Jakub Moder (Polen) waren ook actief op het EK.
Sánchez maakte zijn debuut in het nationale team op 5 september 2021, toen met 4–0 gewonnen werd van Georgië in een kwalificatieduel voor het WK 2022 door doelpunten van José Gayà, Carlos Soler, Ferran Torres en Pablo Sarabia. De doelman moest van Enrique op de reservebank beginnen en hij viel zestien minuten voor tijd in voor Unai Simón.
In oktober 2022 werd Sánchez door Enrique opgenomen in de voorselectie van Spanje voor het WK 2022. Hij was ook een van de drie doelmannen toen een maand later de definitieve selectie werd bekendgemaakt. Tijdens dit WK werd Spanje uitgeschakeld door Marokko in de achtste finales nadat in de groepsfase gewonnen was van Costa Rica, gelijkgespeeld tegen Duitsland en verloren van Japan. Sánchez kwam niet in actie. Zijn toenmalige clubgenoten Pervis Estupiñán, Jeremy Sarmiento, Moisés Caicedo (allen Ecuador), Alexis Mac Allister (Argentinië), Kaoru Mitoma (Japan), Leandro Trossard (België) en Tariq Lamptey (Ghana) waren ook actief op het toernooi.
| Interlands van Robert Sánchez voor Spanje | Interlands van Robert Sánchez voor Spanje | Interlands van Robert Sánchez voor Spanje | Interlands van Robert Sánchez voor Spanje | Interlands van Robert Sánchez voor Spanje | Interlands van Robert Sánchez voor Spanje | Interlands van Robert Sánchez voor Spanje |
| №                                         | Datum                                     | Wedstrijd                                 | Uitslag                                   | Competitie                                | Goals                                     |                                           |
| Als speler bij Brighton & Hove Albion     | Als speler bij Brighton & Hove Albion     | Als speler bij Brighton & Hove Albion     | Als speler bij Brighton & Hove Albion     | Als speler bij Brighton & Hove Albion     | Als speler bij Brighton & Hove Albion     | Als speler bij Brighton & Hove Albion     |
| ----------------------------------------- | ----------------------------------------- | ----------------------------------------- | ----------------------------------------- | ----------------------------------------- | ----------------------------------------- | ----------------------------------------- |
| 1                                         | 5 september 2021                          | Spanje – Georgië                          | 4 – 0                                     | WK 2022 kwalificatie                      |                                           |                                           |
| 2                                         | 17 november 2022                          | Jordanië – Spanje                         | 1 – 3                                     | Vriendschappelijk                         |                                           |                                           |
| Als speler bij Chelsea                    |                                           |                                           |                                           |                                           |                                           |                                           |
| 3                                         | 18 november 2024                          | Spanje – Zwitserland                      | 3 – 2                                     | Nations League 2024/25                    |                                           |                                           |

Bijgewerkt op 12 juni 2025.

## Erelijst
| UEFA Conference League | 1 | 2024/25 |
| FIFA Club World Cup    | 1 | 2025    |